# Шихан (скала)
Шиха́н — скала на правом берегу реки Каквы в окрестностях посёлка Шихана в городском округе Краснотурьинск Свердловской области, Россия. Береговая известняковая скала вытянулась в излучине реки на 500 м в виде отдельных останцов высотой до 60 м. В расщелинах и на уступах — комплекс скальной флоры, включающий в себя такие редкие растения, как астра альпийская, прострел уральский, гвоздика иглолистная, адонис сибирский, папоротник вудсия альпийская. В подлеске на скалах растут чина Гмелина, княженика, голубика, костяника, смородина чёрная.
В 2001 году Постановлением Правительства Свердловской области от 17 января 2001 года № 41-ПП скалы Шихан были объявлены геоморфологическим и ботаническим памятником природы. Этим же правовым актом охрана территории объекта возложена на Карпинское лесничество. Площадь особо охраняемой природной территории составляет 0,7 га. Для сохранения памятника природы важно поддерживать чистоту окружающей территории, а также исключить разведение костров и организацию кемпингов вблизи скал.